# ناتاشا بیکر
ناتاشا لوئیز بیکر (دارنده نشان امپراتوری بریتانیا) (زاده ۳۰ دسامبر ۱۹۸۹) یک پاراسوارکار بریتانیایی است که ۲ مدال طلا در پارالمپیک تابستانی ۲۰۱۲، ۳ مدال در پارالمپیک تابستانی ۲۰۱۶ و ۱ مدال دیگر در پارالمپیک تابستانی ۲۰۲۰ کسب کرد.

## اوایل زندگی
بیکر در ۳۰ دسامبر ۱۹۸۹ در همرسمیت، لندن، انگلستان به دنیا آمد. هنگامی که ناتاشا ۱۴ ماهه بود، به میلیت عرضی مبتلا شد، التهابی در ستون فقرات او که بر انتهای عصبی او تأثیر گذاشت. او ضعیف شده بود، حفظ تعادل خود را از دست داه بود و هیچ احساسی نیز در پاهایش باقی نمانده بود.

## سوارکاری
ناتاشا بیکر اسب سواری را به این دلیل شروع کرد که فیزیوتراپیست‌ها به او گفته بودند این کار به تقویت عضلات او کمک می‌کند. او سوارکاری رقابتی را در سن نه سالگی در انجمن سوارکاری برای معلولان محلی خود در باکینگهام‌شر آغاز کرد. یک سال بعد، در حالی که بازی‌های پارالمپیک تابستانی ۲۰۰۰ را تماشا می‌کرد، در سن ده سالگی تصمیم گرفت که در پارالمپیک شرکت کند. از آنجایی که او قدرتی در پاهایش نداشت، اسب‌هایش را برای پاسخ به صدای او و حرکاتی که می‌تواند روی زین انجام دهد، آموزش داد. او در رده‌بندی پارالمپیک درجه سوم رقابت می‌کند.
در سال ۲۰۱۱، او اولین حضور خود را در مسابقات قهرمانی بزرگسالان انجام داد و در مسابقات قهرمانی اروپا که در وول‌جم، بلژیک برگزار شد، شرکت کرد، جایی که او مدال طلا را در مسابقات انفرادی و آزاد درجه دوم کسب کرد.
او در بازی‌های پارالمپیک تابستانی ۲۰۱۲ در لندن، بریتانیا، به عنوان بخشی از تیم درساژ برای بریتانیا انتخاب شد. در مسابقات قهرمانی انفرادی درجه دو، بیکر، سوار بر کابرال، یک ژلینگ ۱۱ ساله، امتیاز ۷۶٫۸۵۷ درصد را به دست آورد تا رکورد جدیدی در پارالمپیک برای رده‌بندی درجه دو به ثبت برساند. او در این مسابقات در مقابله با بریتا ناپل بازیکن آلمانی که با امتیاز ۷۶٫۰۰۰ برنده نقره شد، مدال طلا را به دست آورد. او دومین مدال طلای بازی‌ها را در آزمون آزاد انفرادی درجه دوم کسب کرد. وی رکورد جدید پارالمپیک ۸۲٫۸۰۰ درصد را به نام خود ثبت کرد زیرا ناپل را که مقام دوم داشت، با اختلاف حدود ۵ درصد شکست داد.
ناتاشا در سال ۲۰۲۰ به عنوان بخشی از تیم بریتانیایی برای بازی‌های پارالمپیک توکیو، با سواری جوآنا جنسن، کریستین لندولت، فیل بیکر و مادیان ۱۰ ساله خود کیستون داون کورس ("لُوتی") انتخاب شد. این اولین قهرمانی مادیان برای بزرگسالان بود و به خاطر سه پیروزی پی‌درپی در هارتپوری سی‌پی‌ای‌دی‌آی، آخرین رقابت بین‌المللی قبل از توکیو، به بازی‌ها رفت.
بیکر در افتخارات سال نو ۲۰۱۳ به دلیل خدمات به سوارکاری و افسر نشان امپراتوری بریتانیا (ام‌بی‌ای) در افتخارات سال نوی ۲۰۲۲، همچنین برای خدمات به سوارکاری منصوب شد. او در سپتامبر ۲۰۱۲ نشان آزادی شهرهیلینگدون را دریافت کرد.

## گزارشگری در تلویزیون
بیکر در مسابقات قهرمانی اروپا اف‌ای‌آی ۲۰۱۸ در گوتنبرگ در کنار روپرت بل دربارهٔ پارا درساژ گزارشگری کرد. او سپس در اواخر همان سال در مورد جام جهانی درساژ لیگ اروپای غربی گزارشگری کرد و به عنوان گزارشگر ورزشی این کار را ادامه داد.
او همچنین بخشی از تیم گزارشگری بازی‌های سوارکاری جهانی اف‌ای‌آی ۲۰۱۷ و مسابقات قهرمانی اروپا اف‌ای‌آی ۲۰۱۹ برای پارا درساژ و فینال جام جهانی درساژ در سال‌های ۲۰۱۸ و ۲۰۱۹ بود.

## زندگی شخصی
بیکر در ژوئن ۲۰۲۲ ازدواج کرد و یک فرزند دارد.